# Andrzej Sośnierz
assinatura
Andrzej Stanisław Sośnierz (Głuchołazy; 8 de Maio de 1951 — ) é um político da Polónia. Ele foi eleito para a Sejm em 25 de Setembro de 2005 com 54876 votos em 31 no distrito de Katowice, candidato pelas listas do partido Platforma Obywatelska.